# まほろ市
まほろ市（まほろし）とは、様々な小説の舞台となる架空の都市の名。
幻（まぼろし）を都市名にしたものでユートピアと同じく「どこにも存在しない場所」の意味を持つ。または、古事記にある倭建命（日本書紀では景行天皇）の国偲び歌「夜麻登波 久爾能麻本呂婆（後略）」（倭は 國のまほろば）に由来する。

## まほろ市が登場する作品
- 幻想都市の四季シリーズ
  - 祥伝社（祥伝社文庫）から発行された推理小説で架空の都市、真幌市を舞台とした競作シリーズ。以下の4作が刊行されている。
  - 倉知淳 『まほろ市の殺人 春 無節操な死人』 ISBN 4396330464
  - 我孫子武丸 『まほろ市の殺人 夏 夏に散る花』 ISBN 4396330472
  - 麻耶雄嵩 『まほろ市の殺人 秋 闇雲A子と憂鬱刑事』 ISBN 4396330480
  - 有栖川有栖 『まほろ市の殺人 冬 蜃気楼に手を振る』 ISBN 4396330499
- まほろ駅前シリーズ町田駅前に設置されたまほろデッキ

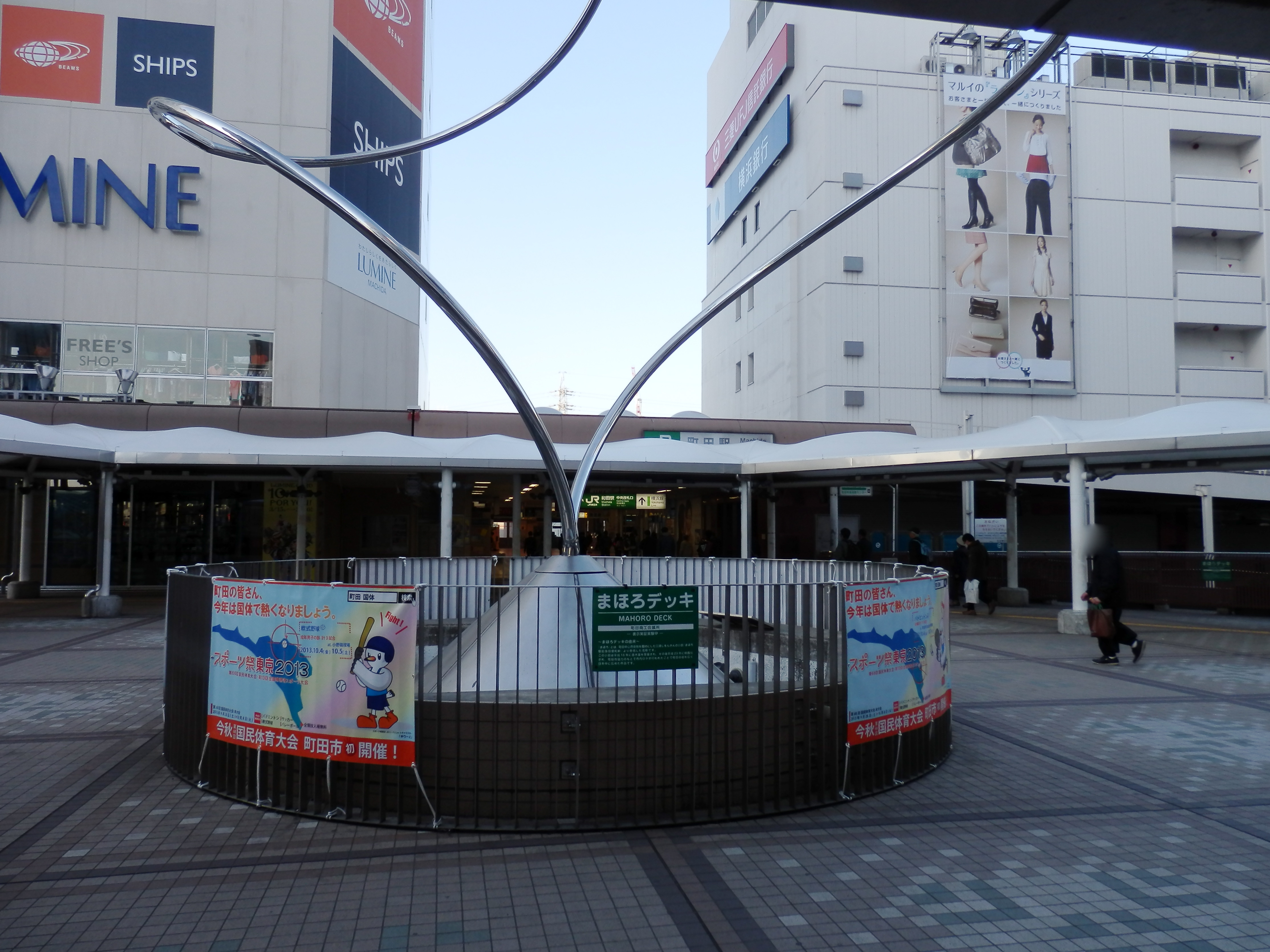
町田駅前に設置されたまほろデッキ

  - 東京都にあるとされている架空の都市、まほろ市を舞台とした三浦しをん作の小説。文藝春秋刊。第135回直木賞受賞作。東京都町田市がモデルとされている。
  - 『まほろ駅前多田便利軒』（文藝春秋） ISBN 4163246703
  - 『まほろ駅前番外地』（文藝春秋）ISBN 9784163286006